# Intef I.
Intef I je bio lokalni egipatski vladar u Tebi, te član Jedanaeste dinastje za vrijeme Prvog prijelaznog perioda. Bio je prvi član svoje dinastije koji je preuzeo titulu faraona s Horusovim imenom Sehertawy, ('Onaj koji je donio mir u Dvije zemlje').  Intef I je bio sin Mentuhotepa I. Njegovoj vlasti su se suprotstavljali drugi nomarsi Egipta, a najviše iz Desete dinastije sa sjedištem u Herakleopolisu Magni i Ankhtifi, dobro poznati nomarh iz Hierakonpolisa koji je bio odan Heraklepolitanskoj dinastiji. Kada je preuzeo prijestolje, Intef vjerojatno nije vladao područjem većim od neposredne okolice svog glavnog grada, ali je do kraja svoje preuzeo nadzor nad Koptosom, Denderom i tri nome Hierakonpolisa, najvjerojatnije tako što je pobijedio Ankhtifija ili nasljednika ovog nomarha.
Dužina njegove vladavine nije poznata, ali je vjerojatno bila kraća od 16 godina, s obzirom na to da oštećeni papirus s Torinskim kanonom pripisuje tu brojku vladavinama Mentuhotepa I i Intefa I. Naslijedio ga je brat Intef II.